# На «Дороге жизни»
На «Дороге жизни» — серия международных фестивалей военно-исторической реконструкции, которые проводятся ежегодно в деревне Ириновка, Всеволожского района, Ленинградской области. Фестивали посвящены событиям Великой Отечественной войны. Основана в 2015 году.

## «На Берлин! Штурм Зееловских высот!»
27 апреля 2015 года состоялся первый фестиваль серии. Военная реконструкция была посвящена одной из последних крупных битв Великой Отечественной войны — штурма Зееловских высот. В театрализованном бою приняли участие около 200 реконструкторов, одетых практически идентично с бойцами позднего периода войны. В штурме были задействованы образцы советской и немецкой техники — танк Т-60, бронеавтомобили БА-3М и БА-64, противотанковая пушка 53К, а также немецкие бронеавтомобиль Sd.Kfz.222, грузовик Opel, полугусеничный мотоцикл SdKfz 2 Kettenkrad HK 101 и пушка P.U.V. PaK-37t. Посмотреть на массовое действие пришли и приехали около двух тысяч человек.

## «На Берлин! Батальон Славы»
Второй фестиваль серии был посвящен подвигу 1-го стрелкового батальона 215-го гвардейского полка 77-й гвардейской стрелковой дивизии. В 2016 году фестиваль стал международным. В нём принимали участие военно-исторические клубы из Прибалтики. На интерактивных площадках были представлен быт красноармейцев и солдат вермахта, немецкий узел связи, санитарные палатки.

## Операция «Искра»

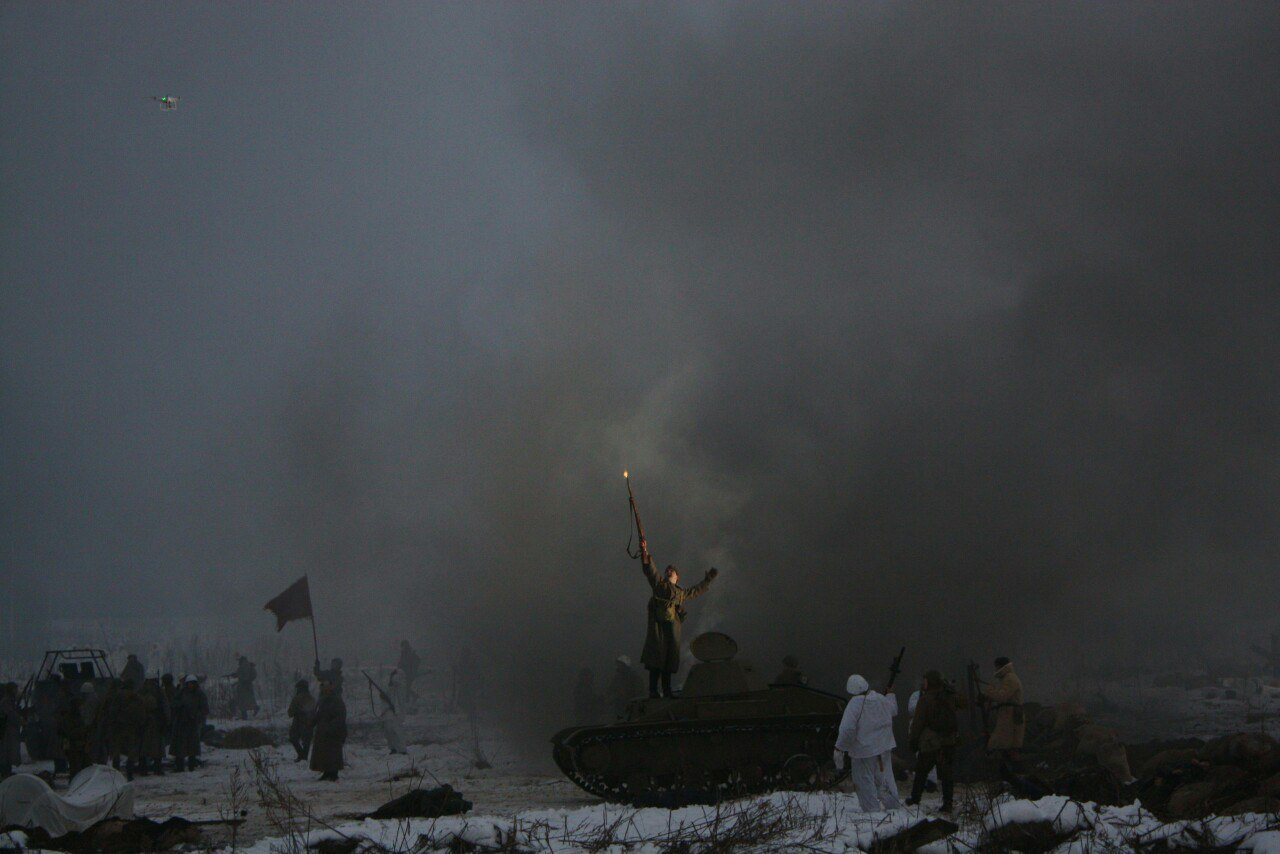
Ангел Победы

28 января 2017 года состоялся третий фестиваль серии. Он был посвящен прорыву блокады Ленинграда в ходе операции «Искра». В нём приняли участие 38 военно-исторических клубов, более трехсот реконструкторов участвовали в этом действе. Участники воссоздали на поле боя полную картину боевых действий, были задействованы: танки, авиация и пехота. Ради памятной даты в Санкт-Петербург приехали реконструкторы со всей России, а также из Польши, Эстонии и даже Бразилии.
Это такой момент, который важен не только для России, но и для всего человечества. Конец блокады и конец Третьего рейхаКристиано Лима, Реконструктор, Бразилия
В ходе военно-исторической реконструкции был показан эпизод штурма германских укреплений войсками Ленинградского и Волховского фронтов при поддержке сапёрных подразделений и лёгкой бронетехники. Бой закончился праздничным салютом. Также в ходе фестиваля Западным Военным Округом была организована выставка различных образцов пехотного вооружения, радиостанций, артиллерии, были показаны БТР и установки залпового огня «Град».